# Nuxálk
Los nuxálk (también conocidos como Bella Coola) son una tribu del noroeste de América del Norte que habla una de las lenguas salish, también llamados bichula, y que antiguamente se dividía en 30 poblados.
Vivían en el alto Dean y en los canales del Burke, y en el valle del Bajo Bellacoola.

## Demografía
En 1700 eran unos 5.000, pero fueron reducidos a 1.000 en 1850. En 1980 eran 700 individuos, de los cuales solo 150 hablaban su lengua. En 1990 eran unos 1.100 individuos.
Según datos del censo canadiense de 2000, en la reserva de la Nuxalk Nation (Columbia Británica) había 1.363 individuos registrados.

## Costumbres

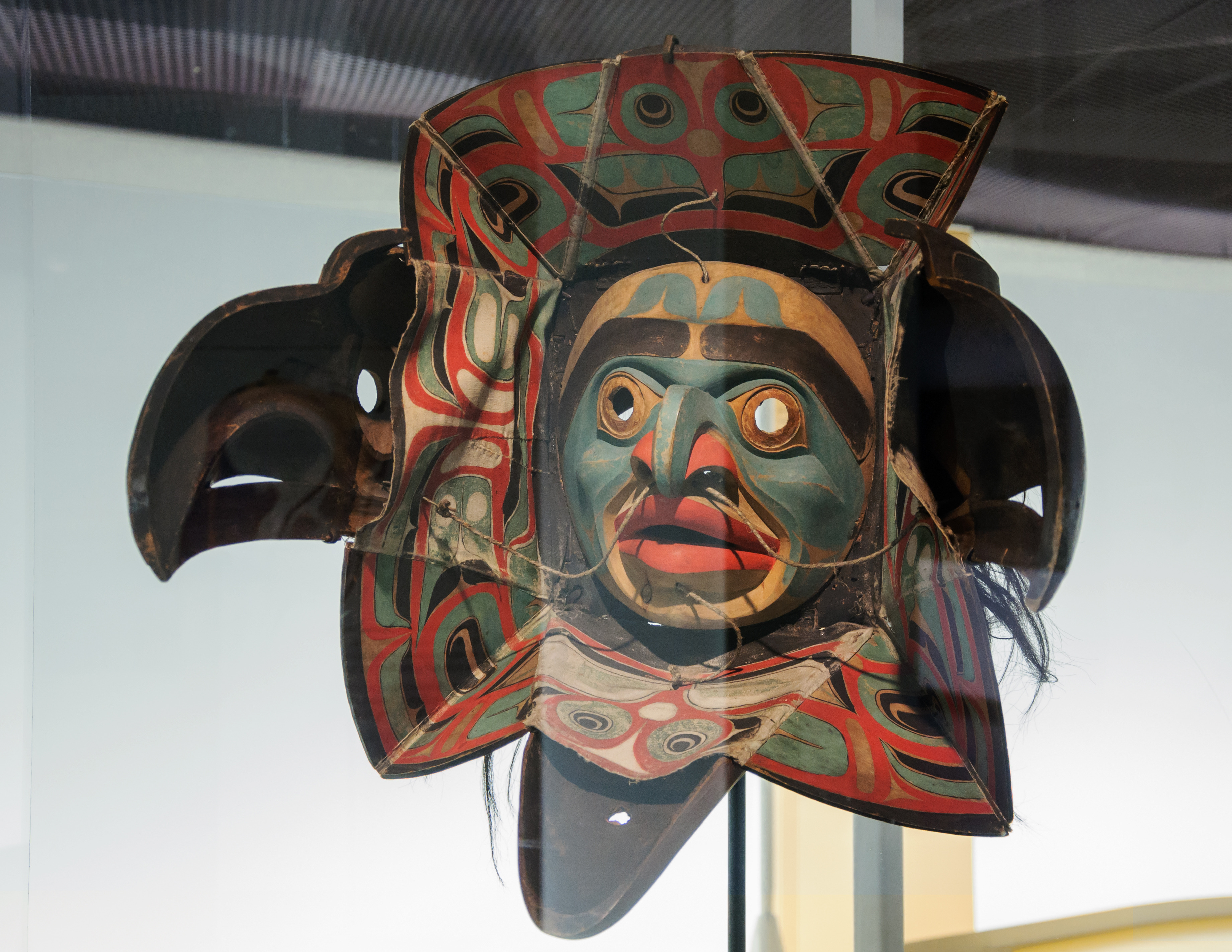
Máscara a transformación nuxálk

Aunque su cultura material, ceremonias y mitología recuerdan a la de sus vecinos hailtzuk o bellabella, su organización tribal es como la de las otras tribus salish.
El salmón es su principal fuente de alimento, pero también eran recolectores. Vivían en casas multifamiliares fabricadas con planchas de corteza de cedro, formando poblados. El poblado, cuyos habitantes se relacionaban unos con otros, era la unidad política más importante. También funcionaba como una unidad ceremonial para las danzas.
Eran hábiles carpinteros, y fabricaban canoas, casas, cajas y palos totémicos muy espectaculares, como el resto de las tribus del Noroeste. También hacían cestos de cedro y arbustos y máscaras ceremoniales, y recogían aceite de pescado.
Celebraban el Potlatch en matrimonios, funerales, y en la admisión en sociedades secretas. El status social y el prestigio se conseguían en sucesivos potlacht, y la frecuente subida o bajada en el sistema de rangos dependía sobremanera de las habilidades del individuo. Pero no había cohesión tribal formal. La riqueza se basaba en prerrogativas tangibles e intangibles, como el derecho de uso de ciertos nombres en las danzas, y éstas también podían distribuirse en un potlacht. 
Con respecto a la religión, tenían un panteón de divinidades bien desarrollado.

## Historia
Como las otras tribus del sur de Columbia Británica, sufrieron con la llegada de los ingleses un fuerte proceso de conquista y aculturación que les arrebató sus tierras. En 1871 su territorio fue incorporado a la provincia de Columbia Británica, y la Federal Indian Act de 1876 les expropió la tierra y les puso en una reserva, aunque ellos nunca renunciaron a sus posesiones. En 1884 provocaron algunos conflictos cuando se prohibió el potlatch, que hasta 1951 no volvió a autorizarse. 
En 1985 abrieron la primera escuela en su lengua y lucharon por su lugar sagrado en Ista (Fog Creek). Durante los años 90 y 2000 han provocado diversas protestas por los derechos de pesca del salmón, que llevaron a prisión a algunos de sus jefes.
Formaron parte de la UNPO.